# Ялудзян
Ялудзян (още Ялу или Амнокан,)(на китайски: 鴨綠江; на корейски: 압록강) е река, която по цялото си протежение (с изключение на първите 10 km) е гранична между Северна Корея и Китай, вливаща се в Западнокорейския залив на Жълто море. Дължина 813 km, площ на водосборния басейн 61 900 km². Името ѝ произлиза от манджурски език, и означава „граница между две полета“.

## Географска характеристика
Река Ялудзян (на корейски Амнокан) води началото си от южния склон на вулканичния масив Байтоушан (Пектусан), на 2377 m н.в., на корейска територия. След около 10 km достига до границата с Китай и до устието си служи за граница между двете държави. В горното си течение тече на юг, а след това на запад и северозапад през през платата Чанбайшан и Кема. В района на китайския град Ляндзян завива на югозапад, като чрез дълбока и тясна (на места каньоновидна) долина пресича югозападните разклонения на Манджуро-Корейските планини. Влива се от север в Западнокорейския залив на Жълто море, образувайки естуар. Основни притоци: леви (на корейска територия) – Хочхонган, Часонган, Тоноган, Чхунманган; десни (на китайска територия) – Бодаогоу, Цидаогоухъ, Манюхъ, Пушихъ, Айхъ. Подхранването ѝ е предимно дъждовно, с ясно изразено лятно пълноводие. Среден годишен отток в долното течение около 900 m³/s. В средното и долното течение на Ялудзян са изградени две големи водохранилища „Унбон“ и „Супхун“. Преградната стена на язовира „Супхун“ е висока 160 m, дължината и е 850 m, а изградена в нейната основа ВЕЦ произвежда годишно 450 000 КВтЧ електроенергия, която се разпределя по равно между двете държави. Плавателна е на отделни участъци до корейския град Хесан за плитко газещи речни съдове. Долината ѝ е гъсто населена, като по-големите селища са градовете Хесан, Манпхо, Супхун, Чхонсу, Ъйджу и Синъйчжу в Северна Корея; Линдзян и Дандун в Китай.

## Историческа справка
По време на Руско-японската война 1904 – 05 г. в нейната долина на 18 април (1 май, н.с.) 1904 г. се състои първото сражение по суша между двете страни. Източният отряд на руската Манджурска армия (16 500 щика, 2500 саби, 62 оръдия, 8 картечници) под командването на генерал-лейтенант М.И.Засулич отбранявал с главните сили десния бряг по долното течение на реката, на участъка между Саходзи иТюренчен. Първа японска армия (около 34 000 щика и саби, 128 оръдия) под командването на генерал Т.Курски на 18 април (1 май н.с.) преодолява Ялундзян нагоре по течението от разположените руски войски и започва обход на техния ляв фланг, отбраняващ се с отделни подразделения от различни полкове (до 5000 щика). Вследствие на превъзходството на противника в сила, лошо оборудваните руски позиции, разпиляването на войските и грешките в тяхното управление от страна на Засулич, източният отряд претърпява поражение, като загубва около 2200 човека, 21 оръдия и всичките картечници, и се оттегля на проходите на хребета Фънънуйлин. Японците загубват над 1000 човека. Успехът на Първа японска армия на Ялундзян обезпечава десанта на Втора японска армия на Ляодунския полуостров и започва настъпление във вътрешността на Манджурия.